# Ramówka
Ramówka, program ramowy – popularne określenie układu programu radiowego albo telewizyjnego, ogólny schemat programu, zbiór regularnie nadawanych audycji radiowych i programów telewizyjnych.
Ramówka wyznacza plan emisji programowej stacji radiowych albo telewizyjnych w różnych przedziałach czasu.
Wyróżnić należy: ramówki sezonowe, ramówki tygodniowe, ramówki dzienne oraz ramówki okazjonalne.

## Ramówki sezonowe
Zmiany sezonowe w programie ramowym stacji telewizyjnych zachodzą kilkakrotnie w skali roku. Zasadnicze modyfikacje mają miejsce wiosną i jesienią (tzw. ramówka wiosenna i ramówka jesienna). Oferta programowa stacji wzbogacana jest w tych okresach o nowe audycje, do programu ramowego wracają także nowe odcinki audycji cyklicznych, emitowanych w poprzednich sezonach. Start ramówki wiosennej oraz jesiennej nierozerwalnie wiąże się z tzw. ratings war, czyli wojną ramówek, walką między stacjami konkurencyjnymi o odbiorcę. Schemat sezonowego programu ramowego ulega również przeobrażeniom w okresie letnim i zimowym.
W tych okresach ramówki wypełnione są w głównej mierze powtórkami audycji emitowanych w poprzedzającym je sezonie. Zdarza się jednak, że nadawcy włączają w ramówki letnie i zimowe nieliczne nowości programowe.

## Ramówki tygodniowe
Egzekucją założeń sezonowego układu ramowego są ramówki tygodniowe, obrazujące sposób ułożenia poszczególnych audycji zaplanowanych na dany sezon w skali tygodnia. Struktura tygodniowego układu ramowego jest dwudzielna. Układ ramowy bowiem, kolejno następujących po sobie audycji, jest różny dla dni roboczych i dni wolnych od pracy. Ramówka tygodniowa ukazuje także wypełnienie poszczególnych pasm programowych.

## Ramówki dzienne
Ramówki dzienne, jak sama nazwa wskazuje, przedstawiają ułożenie audycji w skali dnia. Ukazują konkretne godziny nadawania zaplanowanych programów. Są one szczególnie istotne dla samych nadawców. Ramówki dzienne bowiem są niczym innym, jak szczegółowym planem emisji antenowej, uwzględniającym poza audycjami, także pasma komercyjne (emisja spotów reklamowych, plansz sponsorskich) oraz pasma autopromocyjne (emisja zwiastunów, dżingli służących propagowaniu konkretnych audycji ujętych w układzie ramowym).

## Ramówki okazjonalne
Szczególnym typem układu programu radiowego lub telewizyjnego są ramówki okazjonalne. Ramówki te pojawiają się podczas świąt np. Bożego Narodzenia i Nowego Roku, czy też Wielkiej Nocy. W tym okresie układ ramowy jest czasowo modyfikowany, wprowadzane są programowe pozycje tematycznie związane z wydarzeniem, superprodukcje filmowe, programy o charakterze familiarnym, będące w stanie skupić przed odbiornikami możliwie szeroką grupę odbiorców. Ramówki okazjonalne pojawiają się także podczas wydarzeń, mających istotne znaczenie dla ogółu społeczeństwa, np. wybory parlamentarne, wybory prezydenckie, a także podczas ważnych wydarzeń sportowych o szczególnym znaczeniu, np. igrzyska olimpijskie czy mistrzostwa świata w piłce nożnej mężczyzn. W takich przypadkach mówi się o tzw. przełamywaniu ramówek. Zabieg taki polega na wycofaniu z określonych ram czasowych programów przewidzianych standardowo do emisji i wygospodarowaniu czasu antenowego do relacjonowania na bieżąco przebiegu wydarzenia.

## Zasady planowania ramówek
Planowanie układu programowego stacji radiowych i telewizyjnych jest procesem ciągłym. Nie kończy się i nie zaczyna z chwilą wejścia w życie nowej ramówki. Ulega zmianom, mającym związek z bieżącymi potrzebami życia społecznego, kulturalnego, politycznego i ekonomicznego. Konstruowanie ramówek przez stacje radiowe i telewizyjne jest niezbędne. Brak odpowiedniego dostosowania programu do oczekiwań odbiorców, brak konsekwencji w układzie emisyjnym skazuję stacje na niepowodzenie, tj. niskie udziały w rynku, oraz niewielką widownię, a co za tym idzie niesatysfakcjonujące wpływy z reklam.
Na ramowy układ programowy wpływ ma wiele różnorodnych czynników.
1. Przede wszystkim czynniki antropologiczne: sposoby organizacji życia w rodzinie, rytm dnia, tygodnia, sposoby i style życia słuchaczy, w tym sposoby spędzania weekendów i dni świątecznych. Dlatego też układ programowy dostosowywany jest do zmieniającej się aury i wynikającej z tego różnicy w sposobie spędzania czasu przez widzów. Zdecydowanie inaczej bowiem odbiorcy spędzają czas w zimowe wieczory niż w letnie popołudnia. Stacje radiowe i telewizyjne starają się dostarczyć odbiorcom bliskich im wzorców. Planowaniu ramówki przyświeca zasada, że jedynie powtarzalny harmonogram audycji może trwale wpisać się rytm dnia odbiorców.
2. Istotne są także czynniki socjologiczne: wiek, płeć, poziom wykształcenia potencjalnego odbiorcy. Uwzględnianie wiedzy socjologicznej na temat odbiorców w procesie porządkowania kolejności emisji audycji, gwarantuje nadawcom zgromadzenie przed odbiornikami konkretnego, pożądanego audytorium.
3. Na układ ramowy wpływ mają również wpływ badania telemetryczne, jakościowe oraz ilościowe. Najogólniej rzecz ujmując, dają one wiedzę o popularności danej audycji oraz o jej postrzeganiu przez odbiorców. Weryfikacja krótko- i długoterminowa wyników w szczególności telemetrycznych pozwala ocenić, jaki potencjał posiada dana audycja, jak radzi sobie na tle konkurencji, czyli jak duże potrafi zgromadzić audytorium przed odbiornikami oraz jakie jest w stanie wygenerować udziały rynku.
4. Ponadto na układ ramowy programu mają wpływ także elementy techniczno-produkcyjne i redakcyjne.

Planowanie ramówek jest pracą szczególnie trudną i wymagającą pogłębionej analizy w przypadku nadawców posiadających więcej niż jedną antenę. Dobrym przykładem jest tu Telewizja Polska i Polskie Radio. Nadawcy ci bowiem, muszą skoordynować treści programowe między poszczególnymi kanałami. Tak by ramówki wszystkich anten uzupełniały się, nie konkurowały z sobą, co więcej by audytorium przepływało między kanałami.